# Studium (sacerdoci)
studium era un dels tres pilars juntament amb l'imperium i el sacerdotium on es va assentar la cultura llatina a partir de l'edat mitjana. El studium, molt més que el sacerdotium o el imperium, representa una cosa merament abstracte. Com tot aquest poder sacerdotal té el seu cap visible i la seva font a la ciutat dels set turons, i com tota autoritat secular va ser mantinguda pel Sacre Imperi Romanogermànic, tot el coneixement que va emanar de l'Església es remunta finalment al seu cap, a les grans universitats, principalment la Universitat de París.
Després de la Caiguda de l'Imperi Romà d'Occident i la creació dels diferents regnes a Europa, els tres pilars foren introduïts per primera vegada per un escriptor alemany medieval, Alexandre de Roes a Colònia al segle xiii. en el seu tractat escrit a Roma “De praerogativa Imperii” lliurat al Papa Martí IV l'any 1281 escriu: "s'ha d'acatar la Providència de Déu que ha concedit als alemanys el Imperium, als francesos el Studium, i als italians el Sacerdotium".
El tercer poder, el studium, no va ser incorporat com a tal a la història del món occidental fins al segle xiii. Va ser com una reacció als altres tres poders per rebel·lar-se davant la cosa establerta. Tot el coneixement que va emanar de l'Església es remunta finalment al seu cap, a les grans universitats, principalment la Universitat de París. La universitat es comença a dir studium, mentre sacerdotium és el poder del papa i imperium, l'emperador (posteriorment el rei), és a dir, les tres grans potències de l'edat mitjana, la Universitat de Paris, el papat i el Sacre Imperi Romà.